# Per-Erik Larsson
Per-Erik Larsson   (parròquia de Mora, 3 de maig de 1929 - parròquia de Mora, 31 de maig de 2008) fou un esquiador de fons suec que va competir durant la dècada de 1950.
El 1956 va prendre part als Jocs Olímpics d'Hivern de Cortina d'Ampezzo, on va disputar tres proves del programa d'esquí de fons. Fent equip amb Lennart Larsson, Gunnar Samuelsson i Sixten Jernberg guanyà la medalla de bronze en la prova del relleu 4x10 quilòmetres, mentre en els 30 quilòmetres fou setè i en els 15 quilòmetres dotzè. Quatre anys més tard, als Jocs de Squaw Valley fou dissetè en la cursa dels 15 quilòmetres del programa d'esquí de fons.
En el seu palmarès també destaquen dues medalles al Campionat del món d'esquí nòrdic, d'or el 1958 i de bronze el 1954, ambdues en el relleu 4x10 quilòmetres, així com set campionats nacionals.